# Corydalis crista-galli
Corydalis crista-galli är en vallmoväxtart som beskrevs av Carl Maximowicz. Corydalis crista-galli ingår i släktet nunneörter, och familjen vallmoväxter. Inga underarter finns listade i Catalogue of Life.